# Yoruba (popolo)

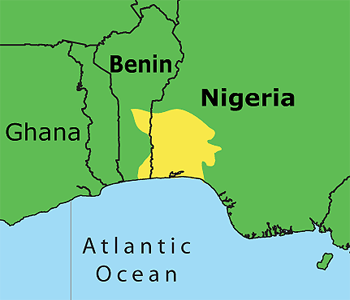
In giallo l'area in cui sono stanziati gli Yoruba

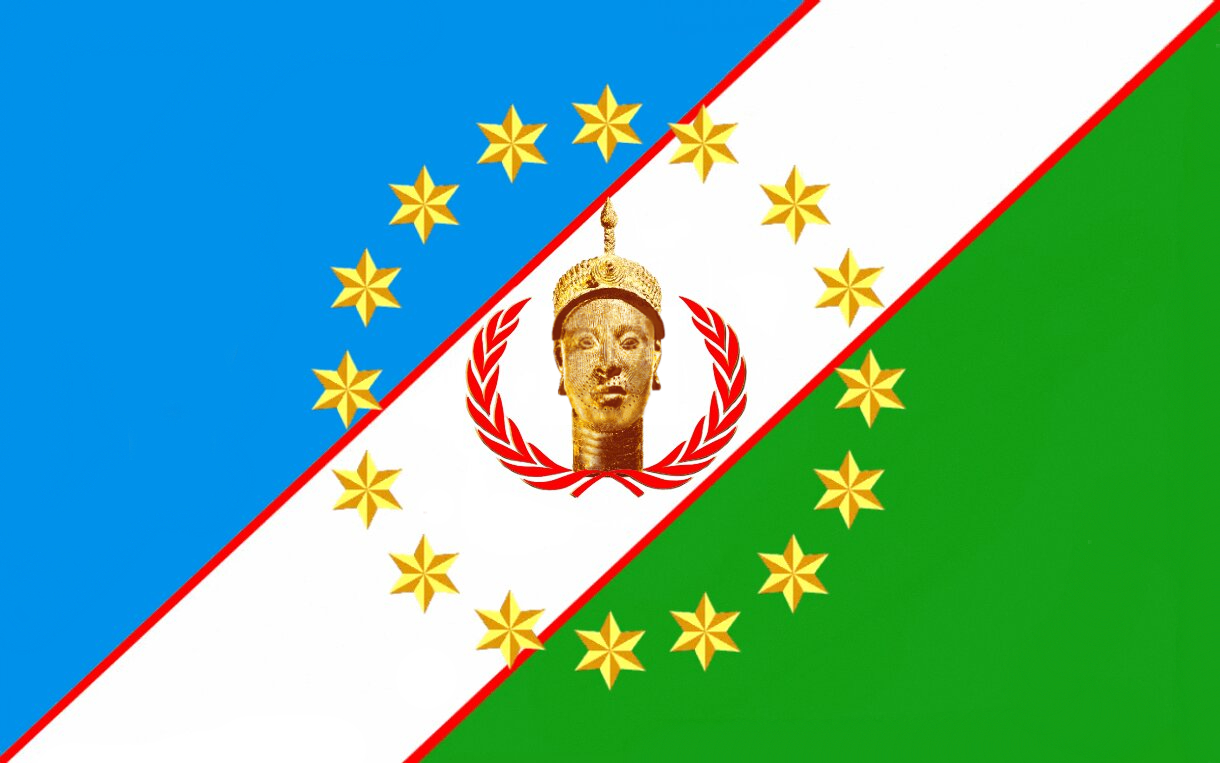
Bandiera di Oduduwa, utilizzata come simbolo del patrimonio culturale Yoruba nelle manifestazioni della comunità

Gli Yoruba (Yorùbá nell'ortografia Yoruba) sono un vasto gruppo etno-linguistico di circa 50 milioni di persone e diffuso nell'Africa occidentale. Sono presenti soprattutto in Nigeria (costituiscono il 30% della popolazione nigeriana), ma anche nei vicini Benin, Togo e Ghana. Nel periodo della tratta degli schiavi molti abitanti di queste regioni furono deportati nelle Americhe, e si trovano comunità riconducibili al gruppo Yoruba anche in Brasile, Cuba, Porto Rico, Repubblica Dominicana, Haiti, Giamaica, Trinidad e negli Stati Uniti.

## Nomi degli Yoruba
Prima dell'abolizione della schiavitù, gli europei si riferivano frequentemente agli Yoruba come Akú, termine derivato dal suono delle formule di saluto Yoruba. Gli spagnoli e i portoghesi usavano anche termini come Nago, Anago e Ana, che però identificano propriamente solo alcuni sottogruppi Yoruba delle zone costiere del Benin; questi nomi sono tuttora in uso in alcune zone francofone della regione. A Cuba, e in generale nei paesi latinoamericani, gli Yoruba sono chiamati Lucumi, da "O luku mi", che significa "amico mio" in alcuni dialetti Yoruba. Il nome "Yoruba" entrò nell'uso nel XIX secolo, e viene oggi usato in antropologia, ma le origini di questo uso sono controverse.

## Storia

### Mito delle origini
Gli Yoruba riconducono l'origine della propria cultura a una figura mitica, un uomo di nome Odùduwà. Secondo alcune versioni, Oduduwa era il condottiero di un esercito venuto dall'est (forse dalla Mecca, o dal Sudan), che avrebbe unificato numerosi popoli sotto di sé e instaurato il sistema monarchico.
Altre versioni del mito rappresentano Oduduwa come inviato del dio-creatore Olorun; Oduduwa avrebbe formato i primi esseri umani dall'argilla di Ile-Ife, e avrebbe poi fondato la città. Questa variante si può collegare alla figura quasi omonima di Odudua, dea della terra.
A seconda di come lo si intenda composto, il nome Oduduwa può essere tradotto come "colui che creò la conoscenza del carattere" ma anche "nero e bello". Gli Yoruba si riferiscono spesso a sé stessi come "Omo Oduduwa", "figli di Oduduwa".

### Origini storiche
Il popolo Yoruba si sviluppò attorno alla città-stato di Ife, abitata almeno dal IV secolo a.C., e che nel 900 d.C. controllava gran parte della Nigeria, il Benin e il Togo. Altre città-stato si svilupparono come satelliti attorno a questo centro politico e culturale, che si riteneva fondato dallo stesso Oduduwa.
Le città-stato Yoruba erano governate da monarchi locali detti Obas e da consigli gerontocratici composti da nobili, rappresentanti di gilde, e mercanti. Ogni città aveva una regolamentazione propria e un diverso equilibrio fra questi poteri; tuttavia, il monarca era sempre soggetto a essere destituito dal consiglio. L'ordine di abdicare veniva inviato attraverso un messaggio simbolico chiamato aroko, e realizzato con uova di pappagallo.
Gli Yoruba che in epoca precoloniale vivevano nelle regioni di savana fra la foresta e il fiume Niger subirono la pressione del Califfato di Sokoto, un impero musulmano di etnia Fulani fondato da uno studioso del Corano di nome Uthman Dan Fodio. L'avanzata di Sokoto fu arrestata nel 1840 dall'esercito della città Yoruba di Ibadan.
A cavallo fra il XVIII e il XIX secolo, i diversi regni Yoruba entrarono in conflitto fra di loro e con le popolazioni limitrofe. La conseguente instabilità sociale e politica fece del popolo Yoruba una facile preda dei mercanti di schiavi e che decretò il declino della civiltà di Ife. Nel 1896 la regione passò nelle mani dell'Impero britannico, e nel 1901 la Nigeria divenne protettorato.

## Cultura

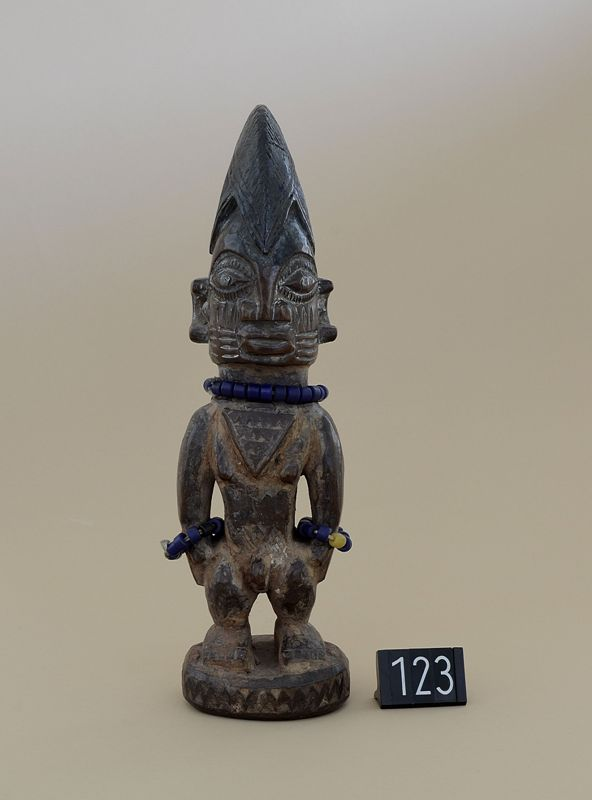
Statua Yoruba, proveniente dalla Nigeria (Raccolte Extraeuropee del Castello Sforzesco).

Il termine Itan denota la somma di tutti i miti, le canzoni, le storie e le altre componenti della cultura Yoruba.

### Arte
L'arte Yoruba include numerosi tipi di manifestazioni di tipo teatrale e narrativo, alcune delle quali sono state riconosciute dall'UNESCO come parte del patrimonio "orale e intangibile" dell'umanità. In particolare sono rinomate le recite in maschera Yoruba e l'Ifá, un corpus di poemi usati nelle cerimonie di divinazione. Innumerevoli studiosi hanno analizzato i comportamenti rituali degli Egungun (i rappresentanti degli spiriti ancestrali) e altre manifestazioni come gli Epa (riti di valore e fertilità) e l'Ẹyọ, una processione di danzatori mascherati. Gli Yoruba utilizzano tre tipi di maschere: le gelede che sono colorate e molto espressive; le epa monumentali che raggiungono anche i due metri di altezza; le egungun, maschere che coprono interamente la persona e che vengono utilizzate in situazioni di difficoltà. Molte maschere evidenziano un'ascia bipenne, insegna rituale del dio Shango. Pregevoli sono anche i tamburi agba impreziositi da ricche decorazioni.

### Religione e mitologia
La religione tradizionale Yoruba, detta a Cuba Regla de Ocha o Santeria, è complessa, e dotata di un ricco olimpo di divinità (Orisha). Olorun (o Olodumare) è venerato come dio-creatore, mentre altre figure divine sono considerate come emissari o intermediari fra Olorun e gli uomini. Fra queste si possono citare Oyá (dea del vento), Ifá (divinazione o destino), Eleda (destino), Ibeji (gemelli), Osanyin (medicina e arti di guarigione), Obatala il padre benevolo degli orisha e dell'umanità e Oshun (dea della fertilità, protettrice dei bambini e delle madri), Ajalamo dio dei bimbi ancora non nati e Shango (dio del tuono). Non meno importante è Exù, Orisha messaggero che viene sempre omaggiato per primo. Questo perché, secondo uno dei numerosi miti che lo riguardano, nonostante vivesse in miseria si recò dall’anziano re Olofim per curarlo con le sue erbe e i suoi poteri. In segno di riconoscenza, il re gli chiese di esprimere un desiderio, ed Exù, proprio perché conosceva la miseria, affermò che voleva avere la priorità nelle offerte e che gli fosse dato sempre un poco di quel che si dava a ciascuno. Il re esaudì il suo desiderio.
Una divinità specifica dell'olimpo Yoruba, Ori, rappresenta gli esseri umani e le altre creature senzienti. Viene venerato attraverso una scultura decorata con conchiglie di ciprea. In generale, la scultura Yoruba è contraddistinta da figure lignee tendenti al naturalismo, talvolta inquadrabili a un particolare stile (stilizzazione). La capigliatura è abbondante e alta, il volto di forma allungata dà ampio risalto ai grossi occhi ovali; il colore è un elemento decorativo e simbolico molto diffuso e caratterizza soprattutto le maschere, come quelle della fecondità, di grandi dimensioni e articolate da una serie di figure sovrapposte.
Come in molte culture africane, i genitori e gli antenati defunti vengono considerati protettori dei loro discendenti; sulle loro tombe si prega e si offrono sacrifici, e i loro spiriti vengono rievocati da danzatori mascherati nelle feste Egungun.
Dal XIX secolo in poi, gli Yoruba si sono in gran parte convertiti al Cristianesimo (e in misura minore all'Islam) e in alcune regioni (per esempio negli Stati Uniti) gli Yoruba sono noti per essere cristiani particolarmente rigorosi. Tuttavia, una porzione significativa della popolazione Yoruba continua a praticare in qualche misura i culti tradizionali e si affida a divinatori come i babalawo ("padri dei segreti").

### Giochi tradizionali
Gli Yoruba giocano a diversi giochi da tavolo tradizionali, tra cui una variante del Wari nota come Ayo.

### Nel Nuovo Mondo
Gli Yoruba sono uno dei gruppi etnici africani la cui eredità culturale è più viva nelle Americhe. Durante il periodo coloniale e lo schiavismo, la religione tradizionale Yoruba si è integrata con il cristianesimo, le mitologie dei nativi americani, e lo spiritismo kardecista. Questa combinazione ha dato luogo a numerosi nuovi culti, fra cui spiccano:
- Santería (Cuba, Porto Rico);
- Oyotunji (Stati Uniti);
- Idigene (Nigeria);
- Anago (Nigeria);
- Candomblé (Brasile);
- Umbanda (Brasile);
- Batuque (Brasile).

La religione Yoruba è anche uno degli ingredienti (insieme con molte altre influenze) della religione Vodun di Haiti, a cui è correlata la pratica del Vudù.
Anche la musica internazionale contemporanea ma soprattutto quella latinoamericana deve molto alla tradizione Yoruba, particolarmente riconoscibile nella musica cubana. In molti brani di Son, Son montuno ma soprattutto di Rumba cubana vengono spesso utilizzate introduzioni o cori in lingua Yoruba e anche le percussioni palesano la loro chiara matrice africana.

### Yoruba celebri
Alcuni personaggi famosi di etnia Yoruba sono: Olusegun Obasanjo, ex presidente della Nigeria; Yayi Boni, presidente del Benin; l'attore Adewale Akinnuoye-Agbaje; i musicisti Fela Anikulapo Kuti, King Sunny Ade, Anjelique Kidjo e Seal; i calciatori Emmanuel Adebayor, Obafemi Martins, i cestisti Hakeem Olajuwon e Giannīs Antetokounmpo, e l'atleta giamaicano Asafa Powell. Il pugile campione dei pesi massimi, dal 2016 al 2020, IBF, WBA, WBO e IBO Anthony Joshua. Wole Soyinka, premio Nobel per la Letteratura 1986, è nato ad Abeokuta, città dell'Africa Occidentale Britannica nella divisione Egba dell'area Yoruba; lo scrittore Amos Tutuola e il primo vescovo anglicano africano Samuel Ajayi Crowther.